# Shelfie

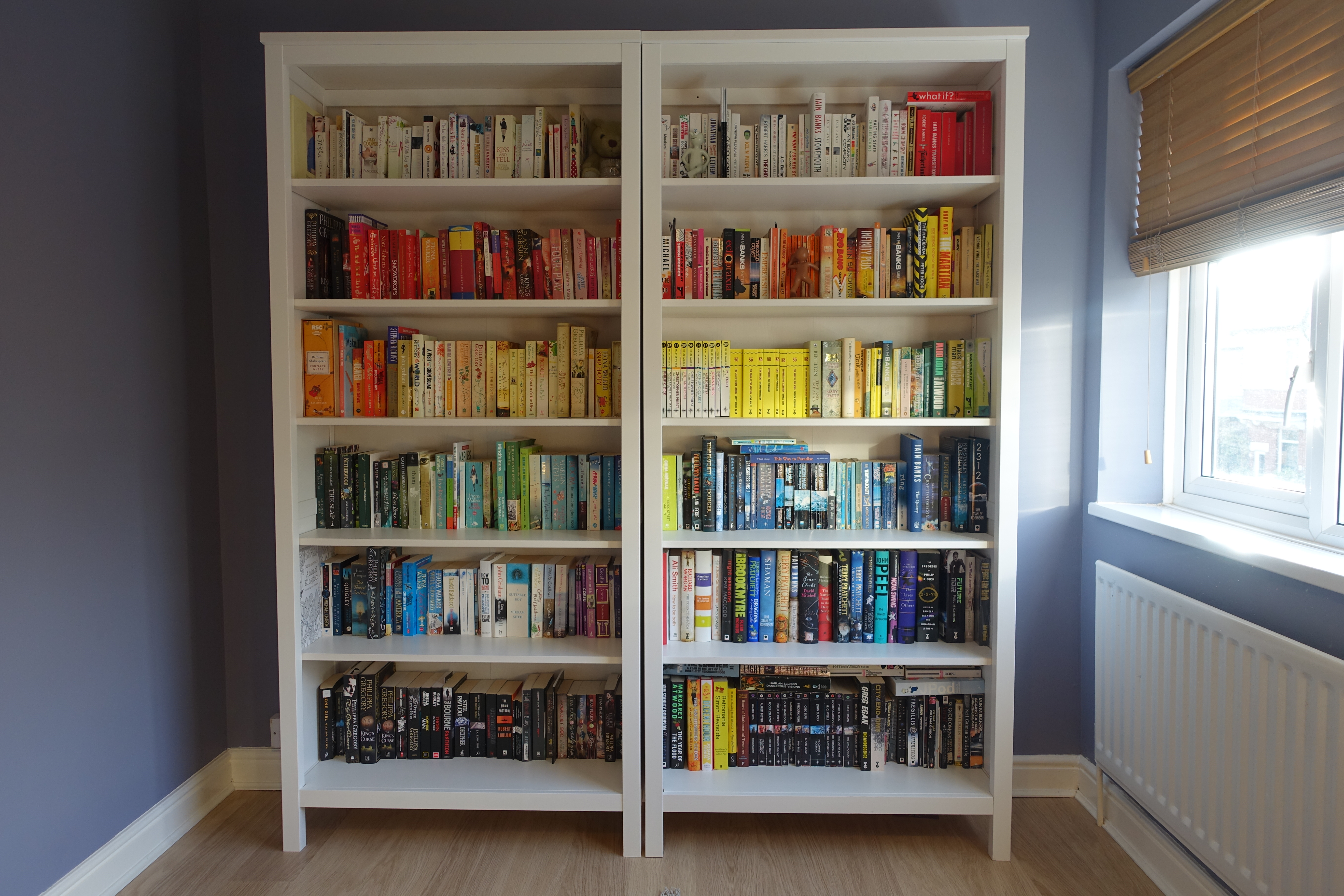
Uma clássica shelfie de arco-íris é um dos cenários favoritos dos booktubers.

O termo Shelfie é um neologismo oriundo da língua inglesa, cujo significado etimológico é:
shelf  (prateleira) + ie (termo que equivale à desinência nominal de grau diminutivo). Ou seja, ao morfema "shelf" foi acrescido o sufixo "ie", resultando em algo como "prateleirinha" ou "estantezinha".
A palavra surgiu em 2014, devido à necessidade de se nomear um novo gênero de fotografia que, para alguns, deriva do mais conhecido gênero Selfie ("autorretratinho"). A Shelfie surgiu no instagram, com as primeiras postagens de internautas que adoravam exibir seu gosto por objetos como: livros, xícaras, flores, canecas, canetas, diário, agenda, etc.
Com o surgimento da shelfie, os internautas podem optar por fotografar e exibir seu gosto literário, através de um cenário constituído por livros, xícaras, canetas, etc., ao invés de exibir “caras e bocas”, conforme tratam a maioria das matérias encontradas sobre o assunto. Ou seja, “shelfie é a foto de uma estante que você, usuário de Instagram ou de outras redes sociais, tem na sua casa e que representa seu estilo de vida” (Sem autoria). 
Por se tratar de um neologismo inaugurado no início desse ano (2014), constatamos poucas discussões acerca desse novo gênero. Pesquisas de caráter científico não foram encontradas sobre o uso das shelfies em práticas de ensino. Diagnosticamos apenas alguns concursos, realizados até então, que premiaram as melhores shelfies, avaliando sua característica de exibir gostos literários. 
O novo gênero de fotografia ainda foi pouco explorado pela comunidade científica no que concerne a pesquisas de análise de imagens ou mesmo na área educacional. No entanto, já foi desenvolvida uma pesquisa, no âmbito da Escola Pública no Brasil, que concebe, à Shelfie, uma visão epistemológica no sentido de que ela se trata de um produto (com significados implícitos) resultante dos novos modos de tratar a imagem: a partir de uma visão de texto (gênero textual/ discursivo). 
Nessa perspectiva, foi publicado, em 2016, um artigo[ligação inativa] na revista do Instituto do Espírito Santo (Revista Eletrônica Debates em Educação Científica e
Tecnológica - ISSN: 2236-2150) que resume práticas pedagógicas na Escola Pública, em cujo objeto protagonista de estudo são Shelfies produzidas por alunos através de câmeras de celulares.